# Fernando Pinto do Amaral
Fernando José Branco Pinto do Amaral (Lisboa, 12 de Maio de 1960) é um professor de Literatura, tradutor e poeta português. 

## Biografia
É filho de António Pinto do Amaral (Estarreja, Beduído, 22 de Janeiro de 1910 – Lisboa, 6 de Maio de 1977), médico, e de sua segunda mulher Maria Eugénia Rodrigues Branco (Lisboa, 1 de Abril de 1927), popular actriz da década de 1940. 
Frequentou a Faculdade de Medicina da Universidade de Lisboa entre 1979 e 1982, mas desistiu do curso em prol das letras. Licenciado em Línguas e Literaturas Modernas e doutorado em Literatura Românica, lecciona desde 1987 no Departamento de Literaturas Românicas da Faculdade de Letras da Universidade de Lisboa.
- Da sua obra poética salientam-se Acédia (1990, Poesia), A Escada de Jacob (1993, Poesia), Às Cegas (1997, Poesia), O Mosaico Fluido — Modernidade e Pós-Modernidade na Poesia Portuguesa Mais Recente (1991, Prémio de Ensaio Pen Club), Na Órbita de Saturno (1992, Ensaio) e Poesia Reunida (2000). Em 2004 editou o livro de poemas Pena Suspensa e A Aventura no Game Boy (infantil). Mais recentemente, publicou o conjunto de contos Área de Serviço e Outras Histórias de Amor (2006) e A Luz da Madrugada (poesia, 2007).

Além disso, tem colaborado nas revistas LER, A Phala, Colóquio/Letras, Relâmpago e fez crítica literária nos jornais Público e JL. Traduziu As Flores do Mal, de Baudelaire, que lhe valeu o Prémio do Pen Club e o Prémio da Associação Portuguesa de Tradutores, e Poemas Saturnianos de Verlaine. Traduziu ainda toda a poesia do argentino Jorge Luís Borges. 
Em 2009 publicou o romance O Segredo de Leonardo Volpi (Dom Quixote) e o livro para crianças A Minha Primeira Sophia (Dom Quixote).
Em Fevereiro de 2008 recebeu, em Madrid, o Prémio Goya, na categoria de Melhor Canção Original pelo seu Fado da Saudade, interpretado por Carlos do Carmo no filme Fados, de Carlos Saura.
Em 2009 foi nomeado comissário do Plano Nacional de Leitura , cargo que ocupou até Abril de 2017.
Em 2012 publicou a colectânea de poesia Paliativos, numa edição de tiragem reduzida, em 2016 veio a lume Manual de Cardiologia (Dom Quixote), que recebeu o Prémio do PEN Clube Português, e em 2019 O Terceiro Vértice (Dom Quixote).
Tem uma filha, Laura Maria Pereira Pedrosa Pinto do Amaral (Lisboa, 21 de Janeiro de 1998). É primo-irmão do imunologista António A. Coutinho.

## Obras
- Acédia (1990);
- Modernidade e pós-modernidade na poesia portuguesa mais recente: autores revelados na década de 70 (1990);
- O mosaico fluido: modernidade e pós-modernidade na poesia portuguesa mais recente (autores revalados na década de 70) (1991);
- Na órbita de Saturno: cinco ensaios e uma paráfrase (1992);
- A escada de Jacob (1993);
- Às cegas (1997);
- Discurso e imagens da melancolia na poesia portugesa do século XX (1997);
- Poesia reunida: 1999-2000 (2000);
- Pena suspensa (2004);
- Fluir perene: a cultura clássica em escritores portugueses contemporâneos (2004);
- A aventura no Game Boy (2004);
- Área de serviço e outras histórias de amor (2006);
- A luz da madrugada (2007);
- Poemas escolhidos (1990 - 2007) Contos (2009);
- A minha primeira Sophia (2009);
- O segredo de Leonardo Volpi: romance (2009);
- Paliativos (2012);
- Manual de cardiologia (2016)
- O Terceiro Vértice (2019)

## Ligações Externas
- Perfil na Assírio & Alvim
- Direcção-Geral do Livro e das Bibliotecas